# Az Atmel ARM-alapú processzorai
Az Atmel cég ARM-alapú processzorai az Atmel által fejlesztett olyan mikrovezérlők és mikroprocesszoros integrált áramkörök, amelyek különféle 32 bites ARM processzormagokon alapulnak és támogatják az Atmel fejlesztésű perifériákat és eszközöket. Az Atmel SMART márkájú ARM családjai kiegészítik az AVR sorozatú 8- és 32 bites mikrovezérlőket. A SMART márka tartalmaz alkalmazásspecifikus ARM-alapú alkatrészeket a Wi-Fi kapcsolat használatához, mint például a SmartConnect és Smart Direct termékvonalak, valamint ARM-alapú integrált áramköröket a „smart energy” termékek (energiatakarékos felhasználást célzó technológiák) számára, például üzemanyag és áram(felhasználás)mérőket.
Az Atmel SMART márka ARM-alapú mikrovezérlői megtalálhatók az Arduino Zero (SAM D21) egykártyás számítógépben és az Arduino Due (SAM3) fejlesztőkészletben. A “SAM” jelölés az Atmel alkatrészszámaiban a “SMART Atmel mikrovezérlő” rövidítése.
A SMART vonal egyik kulcseleme az Atmel „Internet of Things” (IoT) stratégiájának. A 32 bites ARM magok alkalmasak a TCP/IP szoftvercsomag működtetésére, ami az internetes kommunikációhoz szükséges. Az IoT-hoz szükséges mikrovezérlőkön kívül az Atmel SMART ARM-alapú csipeket használ számos Wi-Fi moduljában és Smart Energy vonalú integrált áramkörében is.
A gyártás kezdetén szoros kapcsolat volt az Atmel alkatrészszámok és az ARM mag között, amin az alkatrész alapult, ám 2014-től a cég már nem jelöli az ARM magokat az alkatrészen. Így pl. a SAM D20 jelölés nem utal arra, hogy ez egy ARM Cortex-M0+ magot tartalmaz.

## Áttekintés
Az ARM nem gyárt szilíciumcsipet és semmiféle készterméket, hanem csak szellemi alkotásokat (intellectual property, IP), szabadalmakat licencel. Ilyen licencek formájában forgalmazza egy sorozat 32 bites processzormag teljes leírását. Az ARM processzorok RISC, azaz csökkentett utasításkészletű gépek. Az Atmel AVR 8 bites processzorai szintén RISC típusúak, de ezek felépítése kizárólag a módosított Harvard-architektúrát követi, míg az ARM magok között vannak Harvard-architektúrájú, pl. a Cortex-M3, és Neumann-architektúrájú magok is, pl. az ARM7TDMI.
Az Atmel és más félvezetőgyártó cégek előszeretettel alkalmazzák az ARM magokat, mivel ezek utasításkészlete és regiszterhasználata igen következetes, és számos periferiális áramkör már eleve készen áll ezekhez a magokhoz (A-D átalakítók, órajel- és időkezelés, soros kommunikáció, pl. USART, SPI, CAN, LIN és I2C). Az Atmel szintén igyekszik alkalmazni a fejlett perifériákat és energiagazdálkodást és érdekes újításokkal is előállt, például a Sleepwalking (alvajárás) elnevezésű technikával, amelyben az eszközök „alvó”, kikapcsolt CPU mag mellett képesek működni. A DMA-alapú perifériák szintén nagy sebességű adatátvitelt tesznek lehetővé a külső interfészek és a memória között, a processzor minimális beavatkozásával.
Az Atmel belső flashmemóriás MCU-kat (microcontroller units, mikrovezérlő egységeket) és külső memóriákat igénylő MPU-kat, mikroprocesszoros egységeket is forgalmaz, emellett bemutató- és fejlesztőkártyákat a csipekhez.
A SMART ARM-alapú termékvonal különleges alkalmazásokhoz készül, így pl. a SAM4CP egységet energiamérő hálózatban használják fel, valamint a vezeték nélküli kommunikációt célzó termékek is ARM magok köré épülnek, ilyenek pl. a SmartConnect és Smart Direct vezeték nélküli csipek és modulok.

## Történet
- 1995 licencszerződés az ARM ARM7TDMI “Thumb” mag felhasználására (Neumann-architektúrájú ARMv4T, mikroprocesszor mag az Atmel MCU-khoz)
  - AT91M40800, (1998)
  - AT91M42800A,
  - AT91M55800A,
  - AT91R40008,
  - AT91FR40162 (2002)
  - SAM7S/SE,
  - SAM7X/XC,
  - SAM7L
- 1995 licencszerződés ARM920T/ARM9TDMI (MPU) mag felhasználására (Neumann-architektúrájú ARMv4T)
  - AT91RM9200 (2003)
- 2000 licencszerződés ARM926EJ/ARM9E (MPU) mag felhasználására (ARMv5 architektúra)
  - AT91SAM9260, (2006)
  - AT91SAM9263, (2007)
  - SAM9XE, (2008)
  - SAM9N/CN,
  - SAM9R, (2009)
  - SAM9G, (2009)
  - SAM9X
  - SAM9M (2010)
- 2004 licencszerződés ARM1176JZ-S mag felhasználására (nem alkalmazzák Atmel alkatrészekben)
- 2008 licencszerződés Cortex magok felhasználására, ARM Holdings[2]
  - Cortex-M3 (MCU) (ARMv7-M Harvard-architektúra)
    - SAM3U, (2009)[3]
    - SAM3S, (2009)[4]
    - SAM3N, (2010)[5]
    - SAM3A, (2012)[6]
    - SAM3X, (2012)[6]

  - Cortex-M4 (MCU) (ARMv7E-M Harvard-architektúra)
    - SAM4S, (2011)[7]
    - SAM4L, (2012)[8]
    - SAM4E, (2013) sorozat ARM Cortex-M4F magon alapul, az első lebegőpontos egységgel ellátott Atmel MCU[9]
    - SAM4N, (2013)
    - SAM G51/53 (2014), ARM Cortex-M4F-en alapul[10]

  - Cortex-A5 (MPU) a SAMA5D3-ban (2013) (ARMv7-A architektúra) – 2013 februárjában az Atmel bejelentette az ARM Cortex-A5-ön alapuló SAMA5D3 csipsorozatot[2]
  - Cortex-M0+ (MCU) a SAM D20 csipekben (2013) (ARMv6-M architektúra) – 2013 júniusában jelentették be az ARM Cortex-M0+ magon alapuló SAM D20 sorozatot[11]

## Termékek
Az Atmel | SMART márkanév alá tartozik az összes AT91 ARM-alapú cikk, még akkor is, ha nevéből hiányzik a „SAM” jelölés.

### Mikrovezérlők
A mikrovezérlők belső programmemóriával rendelkeznek, a hagyományos belső regiszterkészlet és RAM mellett. Az Atmel ARM MCU-k közé a SAM D10 sorozat tagjai tartoznak, ezek igen kevés, 14 csatlakozós tokozásban készülnek, és a 144 csatlakozós SAM3 és SAM4 termékek.
A SAM4S, SAM4N, SAM3S, SAM3N, SAM7S (64 csatlakozós) családok csatlakozókiosztása egymással kompatibilis, az USB eszközt kivéve, de a kompatibilitás nem terjed ki az általuk használt feszültségszintekre.

#### SAM D
A SAM D család 4 különböző alsorozatból áll: SAM D10, SAM D11, SAM D20, SAM D21. Ezek az eszközök mind az ARM Cortex-M0+ processzoron alapulnak, és a csatlakozókiosztás, memória és egyéb jellemzők változatos kombinációival készülnek. Az eszközök are csatlakozó- és kód-kompatibilisak, azonos perifériákat használnak, ilyenek pl. az Event System és a SERCOM modul. A SAM D10 és D11 sorozatot bejelentették ugyan, de még nem forgalmazzák.

#### SAM 4
Az AT91SAM4 ARM Cortex-M4 típusú magra épül. A SAM4E tartalmaz egy lebegőpontos egységet.
A SAM4C kettős ARM Cortex-M4 magot tartalmaz (egy mag egy FPU-val).
- SAM4C – ARM Cortex-M4/M4F kettős mag, tartalmaz FPU-t[14]
- SAM4E – ARM Cortex-M4F mag, tartalmaz FPU-t[15]
- SAM4L – ARM Cortex-M4 mag[16]
- SAM4N – ARM Cortex-M4 mag, csatlakozó-kompatibilis a SAM4S, SAM3S, SAM3N, SAM7S eszközökkel[17]
- SAM4S – ARM Cortex-M4 mag[18]
- SAMG – ARM Cortex-M4F mag, tartalmaz FPU-t[19]

#### SAM 3

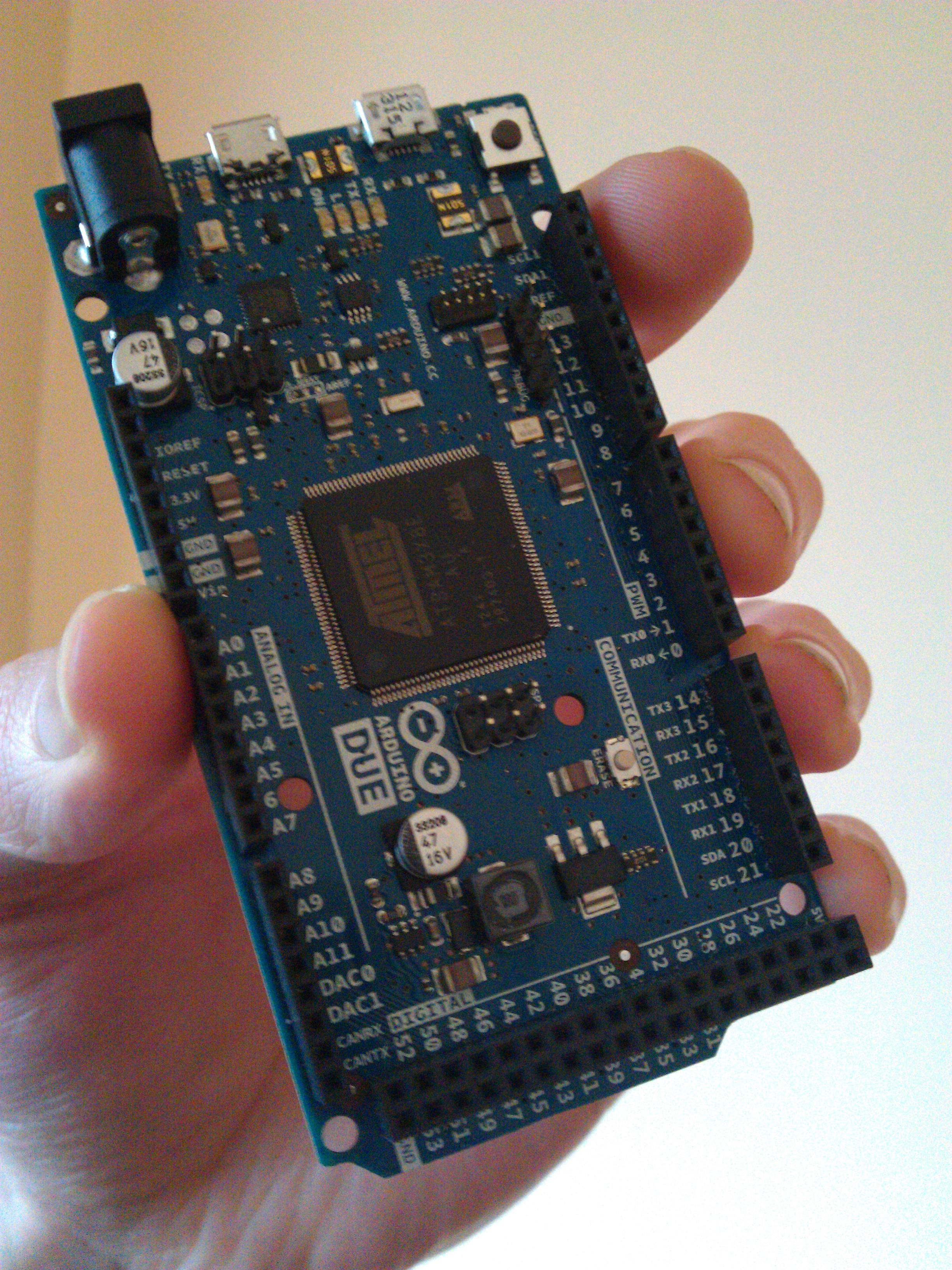
Arduino Due Atmel SAM3X8E-vel

2009-ben az Atmel bejelentette az AT91SAM3U vonalat, ezek ARM Cortex-M3 processzoron alapuló flashmemóriás mikrovezérlők, a SAM7 mikrovezérlő termékek fejlettebb változatai. Legnagyobb órajelfrekvenciájuk 100 MHz közelében van, különböző flash méretekkel készülnek. Az alkatrészek 2009 nyarán jelentek meg, a fejlesztőkártyák csak viszonylag később.
2009 decemberében történt az AT91SAM3S vonal bejelentése. Az ebbe tartozó eszközök számos javítást kaptak, jellemzőjük az alacsonyabb fogyasztás és a csökkentett ár.
Érdekes, hogy az Atmel saját AVR32 UC3A termékeinek állított konkurenciát a Cortex-M3 processzoron alapuló eszközeivel. Mindkét típus nagyjából azonos perifériákat és csatlakozó hardvertechnológiákat kezel, mindkettő flash-alapú, órajelük hasonló és egyaránt sűrű 16/32 bites RISC utasításkészlettel rendelkeznek.
- SAM3A[20]
- SAM3N[21]
- SAM3S – csökkentett energiafogyasztás[22]
- SAM3U – nagy sebességű USB[23]
- SAM3X – az Arduino Due kártya Atmel SAM3X8E mikrovezérlőt használ[24][25]

#### Elavult termékek

##### AT91SAM9
Az AT91SAM9XE flashmemóriás mikrovezérlők ARM926ej-s magokon alapulnak. Maximális órajelfrekvenciájuk 200 és
400 MHz között van, különböző flash méretekkel készülnek.
Valamennyire hasonlítanak a flashmemóriával felszerelt AT91SAM9260 csipekre.
Az AT91SAM9 processzorok bemutatása az igen sikeres AT91rm9200 processzort követte. Ezek a processzor az ARMv5TEJ architektúrát megvalósító ARM926ej-s magot tartalmaznak, elődjükhöz képest csökkent az energiafelhasználásuk, az újabb ARM mag hatékonyabb, a csipek különböző perifériakészletekkel jelentek meg. Órajelük általában 200 MHz körüli, néhányuk ennek kétszeresén fut. Az alábbi processzorok tartoznak ide:
- SAM9G[27]
- SAM9M[28]
- SAM9N, SAM9CN[29]
- SAM9R[30]
- SAM9X[31]
- SAM9XE[32]
- SAM9260[33]
- SAM9261S, SAM9261S[34][35]
- SAM9263[36]

##### AT91SAM7
AT91 flashmemóriás mikrovezérlők, ARM7TDMI magot tartalmaznak. Maximális órajelfrekvenciájuk 60 MHz körüli, különböző flash méretekkel és perifériakészletekkel készülnek.
- SAM7L – alacsony fogyasztású működés[37]
- SAM7S – USB és más perifériák. A SAM7S 64 kivezetésű csipek kompatibilisek a SAM4S, SAM4N SAM3S, SAM3N családokkal.[38]
- SAM7SE – USB, külső memória támogatás, egyéb perifériák[39]
- SAM7X – Ethernet, USB, CAN, egyéb perifériák[40]
- SAM7XC – kriptográfiai kiterjesztések (főleg az AES támogatására) az AT91SAM7X csipekben[41]

### Mikroprocesszorok

#### SAM A5D3
Ez a sorozat az ARM Cortex-A5 magon alapul.
- SAMA5D31 – 10/100 Ethernet, LCD[43]
- SAMA5D33 – Gigabit Ethernet, LCD[44]
- SAMA5D34 – Gigabit Ethernet, LCD, dual CAN[45]
- SAMA5D35 – nincs LCD, dual CAN, egy Gigabit Ethernet + egy 10/100 Ethernet[46]
- SAMA5D36 – LCD, dual CAN, egy Gigabit Ethernet + egy 10/100 Ethernet[47]

### Wi-Fi
- SmartConnect
- Smart Direct

### Smart Energy
- SAM 4C/CM

## Fejlesztőkártyák

### Atmel kártyák
- Xplained Pro
- Xplained
- SAM W21
- SAMA5

### Arduino kártyák és ezek megfelelői
- Arduino Zero, Atmel SAM D21 ARM Cortex M0+ maggal
- Arduino Due, Atmel ATSAM3X8E (84 MHz Cortex-M3) mikrovezérlővel[48]
- Shield-kompatibilis Rascal, Atmel AT91SAM9G20 (400 MHz ARM926EJ-S) mikrovezérlővel

### MYIR kártyák
- MYD-SAM9X5 fejlesztőkártya Atmel AT91SAM9X5 processzorokhoz, a MYIR-től[49]
- MYC-SAM9X5 CPU modul Atmel AT91SAM9X5 processzorokhoz[50]
- MYD-SAM9X5-V2 fejlesztőkártya Atmel AT91SAM9X5 processzorokhoz[51]
- MYC-SAM9X5-V2 CPU modul Atmel AT91SAM9X5 processzorokhoz[52]
- MYD-SAMA5D3X fejlesztőkártya Atmel ATSAMA5D3 sorozatú processzorokhoz[53]
- MYC-SAMA5D3X CPU modul Atmel ATSAMA5D3 sorozatú processzorokhoz[54]

## Fejlesztőeszközök

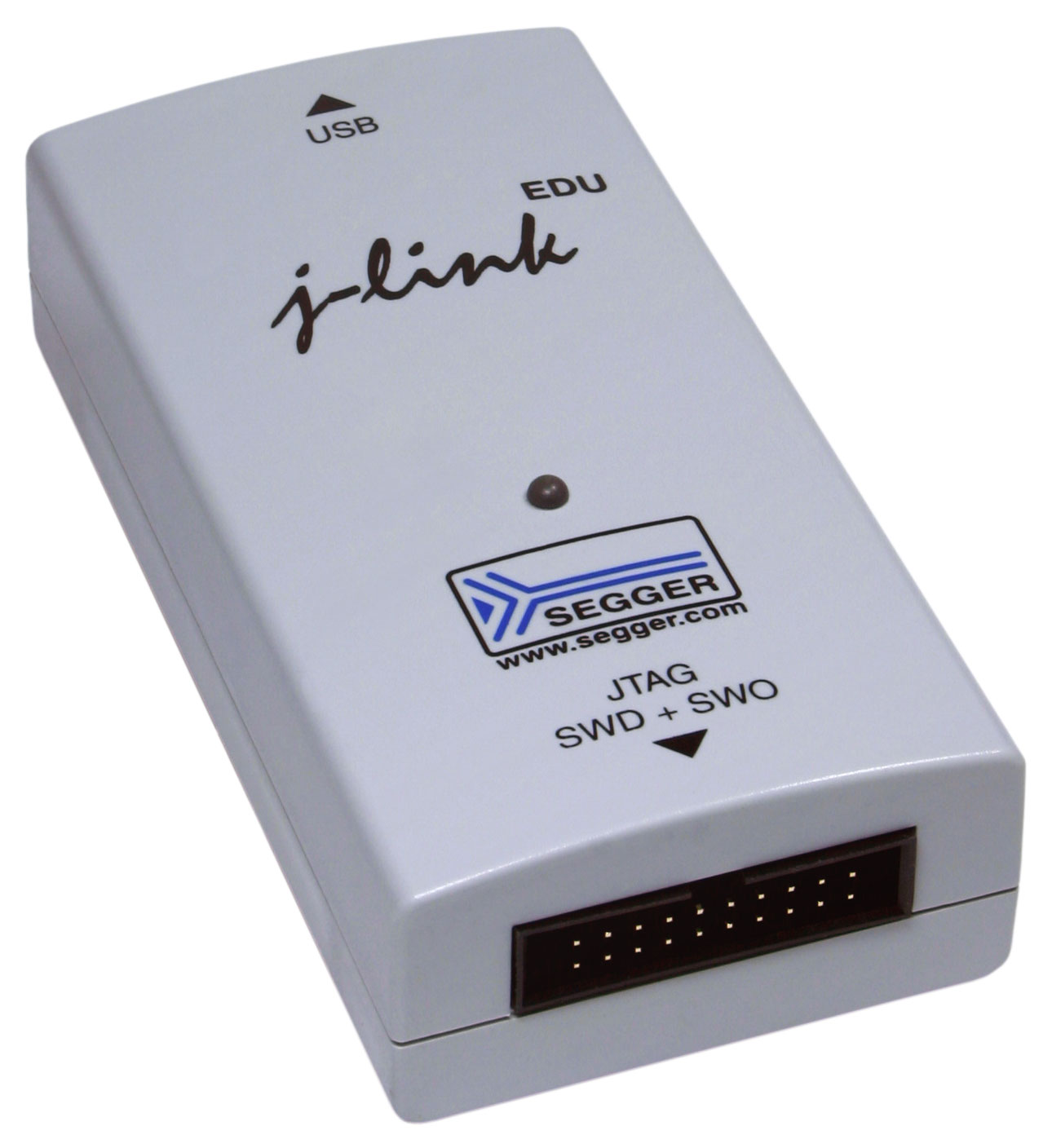
Segger J-Link EDU. JTAG/SWD debug szonda, ARM mikrovezérlőkhöz, USB-vel csatlakoztatható a gazdaszámítógéphez. Ez egy olcsó, otthoni felhasználásra és oktatási célokra kínált modell.

### IDE
Integrált fejlesztői környezetek:
Windows
- Atmel – Studio 6
- IAR – Embedded Workbench for ARM

Linux
- Buildroot[55]
- Openembedded[56]
- meta-atmel Yocto-kompatibilis réteg[57]

### Debuggerek
- Atmel-ICE
- JTAG-ICE
- Segger J-Link

## Dokumentáció
Az ARM csipekhez elérhető dokumentáció mennyisége hatalmas, ez a tény közismert. Az elmúlt évtizedekben a legtöbb mikrovezérlő dokumentációja könnyedén elfért egyetlen dokumentumban, de a csipek fejlődésével az információs anyag mennyisége megnőtt. Az összes ARM csiphez készített teljes dokumentációt igen nehéz áttekinteni, mert az az IC gyártójának (Atmel) és a CPU mag szállítójának (ARM Holdings) anyagait is tartalmazza.
A tipikus dokumentumelérési útvonal a következő: a gyártó weboldala, a gyártó bemutató és marketinganyagai, a gyártó adatlapja a konkrét fizikai csiphez, a gyártó részletes referencia-kézikönyve, amely leírja a szokásos perifériákat és a fizikai csipek különböző jellemzőit, az ARM mag általános felhasználói kézikönyve, az ARM mag technikai referencia-kézikönyve, ARM architektúra referencia-kézikönyv az utasításkészlet(ek) leírásával.
Atmel ARM documentációs fa (fentről lefelé)
1. Atmel ARM-sorozat weboldal
2. Atmel ARM-sorozat marketing diák
3. Atmel ARM-csip adatlap
4. Atmel ARM-csip referenciakézikönyv
5. ARM mag weboldal
6. ARM mag általános felhasználói segédlet
7. ARM mag technikai referenciakézikönyv
8. ARM architektúra referenciakézikönyv

Az Atmel további dokumentációt is biztosít: a próbakártyák felhasználói kézikönyvei, alkalmazási jegyzetek, gyors kezdő útmutatók (getting started guides), a szoftverkönyvtárak dokumentációi, hibajegyzékek és egyéb anyagok. A További információk rész tartalmaz a hivatalos Atmel és ARM dokumentumokra mutató hivatkozásokat.

## Fordítás
- Ez a szócikk részben vagy egészben  az   Atmel ARM-based processors című angol Wikipédia-szócikk ezen változatának fordításán alapul.  Az eredeti cikk szerkesztőit annak laptörténete sorolja fel. Ez a jelzés csupán a megfogalmazás eredetét és a szerzői jogokat jelzi, nem szolgál a cikkben szereplő információk forrásmegjelöléseként.

### Könyvek
ARM Cortex-M
- Digital Signal Processing és Alkalmazás/ok Using the ARM Cortex M4; 1st Edition; Donald Reay; Wiley; 250 pages; 2014; ISBN 978-1118859049.
- Assembly Language Programming : ARM Cortex-M3; 1st Edition; Vincent Mahout; Wiley-ISTE; 256 pages; 2012; ISBN 978-1848213296.
- The Definitive Guide to the ARM Cortex-M3 és Cortex-M4 Processzorok; 3rd Edition; Joseph Yiu; Newnes; 600 pages; 2013; ISBN 978-0124080829.
- The Definitive Guide to the ARM Cortex-M0; 1st Edition; Joseph Yiu; Newnes; 552 pages; 2011; ISBN 978-0-12-385477-3.